# Carlo Santuccione
Carlo Santuccione, né le 23 octobre 1947 à Cepagatti et mort le 4 mars 2017 à Pescara, est un médecin sportif italien, surnommé « Ali le chimiste ». Santuccione a travaillé avec Francesco Conconi à l'Université de Ferrare en Italie au Centro Studi Biomedici Applicati allo Sport (Institut de recherche biomédicale).

## Biographie
Au cours des années 1990, Santuccione travaille avec Conconi, l'homme qui aurait introduit l'érythropoïétine (l'EPO) dans le cyclisme sur route.
En 1993, l'un de ses clients Filippo Simeoni fait sa première expérience de l'EPO.
Santuccione est suspendu de son statut de médecin de 1995 à 2000 par le Comité national olympique italien. Son nom est apparu dans l'affaire menée contre Francesco Conconi et il fait l'objet d'une enquête supplémentaire en 2001. En 2004, l'opération à grande échelle Oil for Drugs commence dans 29 provinces italiennes contre un réseau de dopage que Santuccione est soupçonné d'avoir dirigé. Des produits dopants tels que les stéroïdes anabolisants, de l'EPO, l'Aranesp (Darbepoetin alfa) et des équipements de transfusion sanguine sont trouvés et des investigations sont ouvertes contre 138 athlètes (dont 15 cyclistes professionnels).
En 2005, l'un de ses clients Danilo Di Luca remporte l'édition inaugurale de l'UCI ProTour. Un autre de ses clients, Alessio Galletti, meurt de façon suspecte en course.
Le 18 décembre 2007, Santuccione est suspendu à vie par le Comité National Olympique Italien en raison de son implication dans l'affaire Oil for Drugs et après avoir déjà purgé une longue interdiction pour une précédente infraction de dopage,.
Riccardo Riccò qui a terminé deuxième du Tour d'Italie 2008 et contrôlé positif pour une forme d'EPO de troisième génération pendant le Tour de France 2008, nomme Santuccione comme son fournisseur de produits dopants.
En janvier 2009, le domicile de Santuccione est perquisitionné après le contrôle positif de Danilo Di Luca sur le Tour d'Italie 2009.

## Clients
- Alessio Galletti
- Mario Scirea
- Fabio Sacchi
- Eddy Mazzoleni
- Danilo Di Luca
- Alessandro Spezialetti
- Ruggero Marzoli
- Giuseppe Muraglia
- Simone Masciarelli
- Riccardo Riccò